# Eva Ibbotson
Eva Ibbotson, född Maria Charlotte Michelle Wiesner 21 januari 1925 i Wien, död 20 oktober 2010 i Newcastle-upon-Tyne, var en österrikiskfödd brittisk författare. Hon var tidigare forskare, universitetslektor och skollärare. Hon hade fyra barn.

## Biografi
Eva Ibbotson var dotter till fysiologen Bertold Wiesner och novellisten Anna Wilhelmine Gmeyner.
Hennes första bok Den stora spökräddningen blev också hennes stora genombrott. Hon skrev därefter sexton böcker. Hennes böcker är ofta fantasifullt skrivna och en del innehåller magiska varelser, spöken och trollkarlar. Hennes naturintresse återspeglas i flera av hennes böcker. Det sägs att författarinnan J.K. Rowling fått inspiration till sina Harry Potter-böcker från flera av Ibbotsons böcker, däribland Hemligheten på perrong 13.
Hennes mest kända bok, Resan till River Sea, vann en Smarties prize och var 2001 nominerad till Guardians barnromanpris.

## Barnböcker
- Den stora spökräddningen, 1977
- Häxtävlingen, 1980
- Masken och prinsessan med potatisnäsan och andra historier om monster (bilderbok; ill.: Margaret Chamberlain), 1985
- Spökena från Carra, 1989
- Ingen vanlig häxa, 1991
- Hemligheten på perrong 13, 1994
- Ring så spökar vi, 1997
- Monsterräddning, 2000
- Resan till River Sea, 2002
- Kazans stjärna, 2004
- Flykten från Berganien, 2009
- Jätten på Jämreborg, 2010
- En hund och hans pojke, 2012
- Ambrose den förskräcklige, 2013

## Vuxenböcker
- Grevinnan, 1984
- Trollflöjten, 1985
- Svanens flykt, 1987
- Morgongåvan, 1994